# Paratrechina caledonica
Paratrechina caledonica är en myrart som först beskrevs av Auguste-Henri Forel 1902.  Paratrechina caledonica ingår i släktet Paratrechina och familjen myror. Inga underarter finns listade i Catalogue of Life.